# Карољ Лапиш
Карољ Лапиш (мађ. Lapis Károly; Туркеве, 14. април 1926 — 28. мај 2025) био је мађарски патолог, академик и инострани члан Одељења медицинских наука Српске академије наука и уметности од 15. децембра 1988.

## Биографија
Завршио је основне студије на Медицинском факултету Универзитета у Будимпешти 1950. године, докторат 1968. и специјализацију из патологије и клиничке онкологије. Радио је као редовни професор на Семелвајсовом медицинском универзитету у Будимпешти, као директор Института за патологију и експериментално истраживање канцера на Семелвајсовом медицинском универзитету у Будимпешти 1968—1993, као гостујући професор на Универзитету Дјук 1972. и као професор емеритус на Семелвајсовом медицинском универзитету у Будимпешти од 1996.
Био је дописни члан Мађарске академије науке од 1970, а редовни члан од 1979, члан Руске академије наука, председник Комитета за патологију Мађарске академије наука и Министарства здравља Мађарске, члан Европског удружења патолога, Немачког удружења патолога, Америчког удружења за проучавање канцера, био је потпредседник Европског удружења за проучавање канцера 1979—1985. и инострани члан Одељења медицинских наука Српске академије наука и уметности од 15. децембра 1988.
За живота је објавио више од хиљаду публикација, од чега више од 300 на страним језицима, написао 3 књиге и коуредио 7 књига.

## Награде и признања
Награђиван за своје научне активности, међу којима је Маркусовсзки награда, награда Akadémiai Kiadó Nívódíja, Krompecher, Baló, Геза Хетении
и Семелвајс меморијалне медаље, као и награде Gennersich, Вебер и Széchenyi.